# Laure-Minervois
Laure-Minervois (okzitanisch Lauran) ist eine südfranzösische Gemeinde mit 1.030 Einwohnern (Stand 1. Januar 2022) im Minervois im Département Aude (Region Okzitanien).

## Lage
Laure-Minervois liegt in einer Höhe von etwa 83 Metern ü. d. M. und ist etwa 18 Kilometer (Fahrtstrecke) in nordöstlicher Richtung von Carcassonne entfernt. Die benachbarten Orte Rieux-Minervois und Caunes-Minervois liegen weitere acht Kilometer nordöstlich bzw. neun Kilometer nördlich.

## Bevölkerungsentwicklung
| Jahr      | 1800 | 1851 | 1901 | 1954 | 1999 | 2017 |
| Einwohner | 1005 | 1220 | 1434 | 1194 | 1056 | 1055 |

Der Bevölkerungsrückgang in der ersten Hälfte des 20. Jahrhunderts ist in der Hauptsache auf den Verlust an Arbeitsplätzen infolge der Mechanisierung der Landwirtschaft zurückzuführen.

## Wirtschaft
Wie in weiten Teilen des Minervois, so spielt der Weinbau (siehe Minervois (AOC)) auch in Laure eine große wirtschaftliche Rolle. Es gibt mehrere Weingüter (châteaux oder domaines), die auch Weinproben (dégustations) veranstalten. Vom Frühjahr bis weit in den Herbst trägt der Tourismus in vielfältiger Weise (Vermietung von Ferienwohnungen etc.) zu den Einnahmen der Gemeinde bei. Auch die kleineren Handwerks- und Dienstleistungsbetriebe aller Art profitieren davon.

## Geschichte
Obwohl das Gebiet wohl schon in römischer und gallorömischer Zeit besiedelt war, wird der Name Lauranus erstmals im Jahr 875 erwähnt. Zu dieser Zeit gehörte ein Großteil der Ländereien zu den Abteien von Caunes und Lagrasse. Im Hochmittelalter dann – in der Zeit des Feudalwesens – gingen die Ländereien in den Besitz von weltlichen Adelsgeschlechtern über: In Laure waren dies für lange Zeit die Seigneuers de Lauran, die sich in der Zeit der Albigenserkriege treu auf die Seite des Königs und der Kirche stellten.

## Sehenswürdigkeiten
Mehrere Sehenswürdigkeiten des Ortes und seiner Umgebung sind als Monument historique eingestuft:

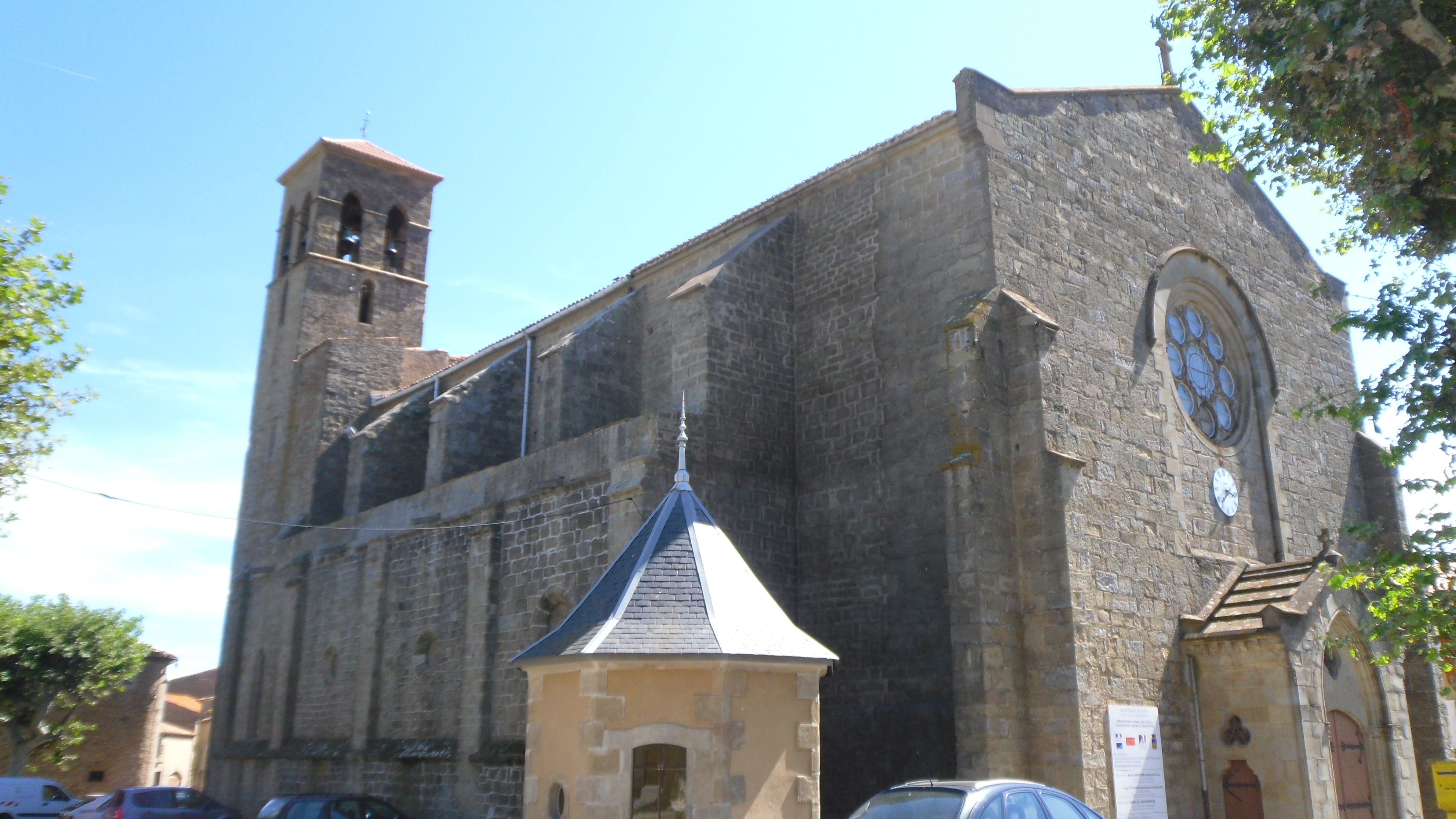
Kirche Saint-Jean-Baptiste; davor das Waagehäuschen

- Von der mittelalterlichen Stadtbefestigung (remparts) sind noch mehrere Türme erhalten: der zinnenbekrönte Tour du Portail-Neuf und der heute zinnenlose Tour du Bas. Daneben ist auch noch der Tour de Mézolieux erwähnenswert. Sie stehen teilweise bereits seit den 1920er Jahren auf der Liste der Monuments historiques.[2][3][4]
- Die große einschiffige Pfarrkirche Saint-Jean-Baptiste mit einem beinahe 16 Meter breiten Hauptschiff und Seitenkapellen wurde – erkennbar an ihren gotischen Formen – in der 1. Hälfte des 14. Jahrhunderts erbaut. Das Kirchenschiff wird erhellt von einer Westrose sowie über die Fenster der Seitenkapellen. Die Kirche ist seit 2006 als Monument historique[5] anerkannt.
- Ein Waagehäuschen vom Ende des 19. Jahrhunderts in der Nähe der Kirche hat sich ebenfalls erhalten. Hier wurden an Markttagen die Gewichte und Waagen der Händler überprüft; außerdem konnten hier Tiere und schwere Lasten gewogen werden.
- Im Ort steht ein barocker Brunnen (Fontaine du Ravelin) mit einer schön geschwungenen Maßwerkkrone.

außerhalb

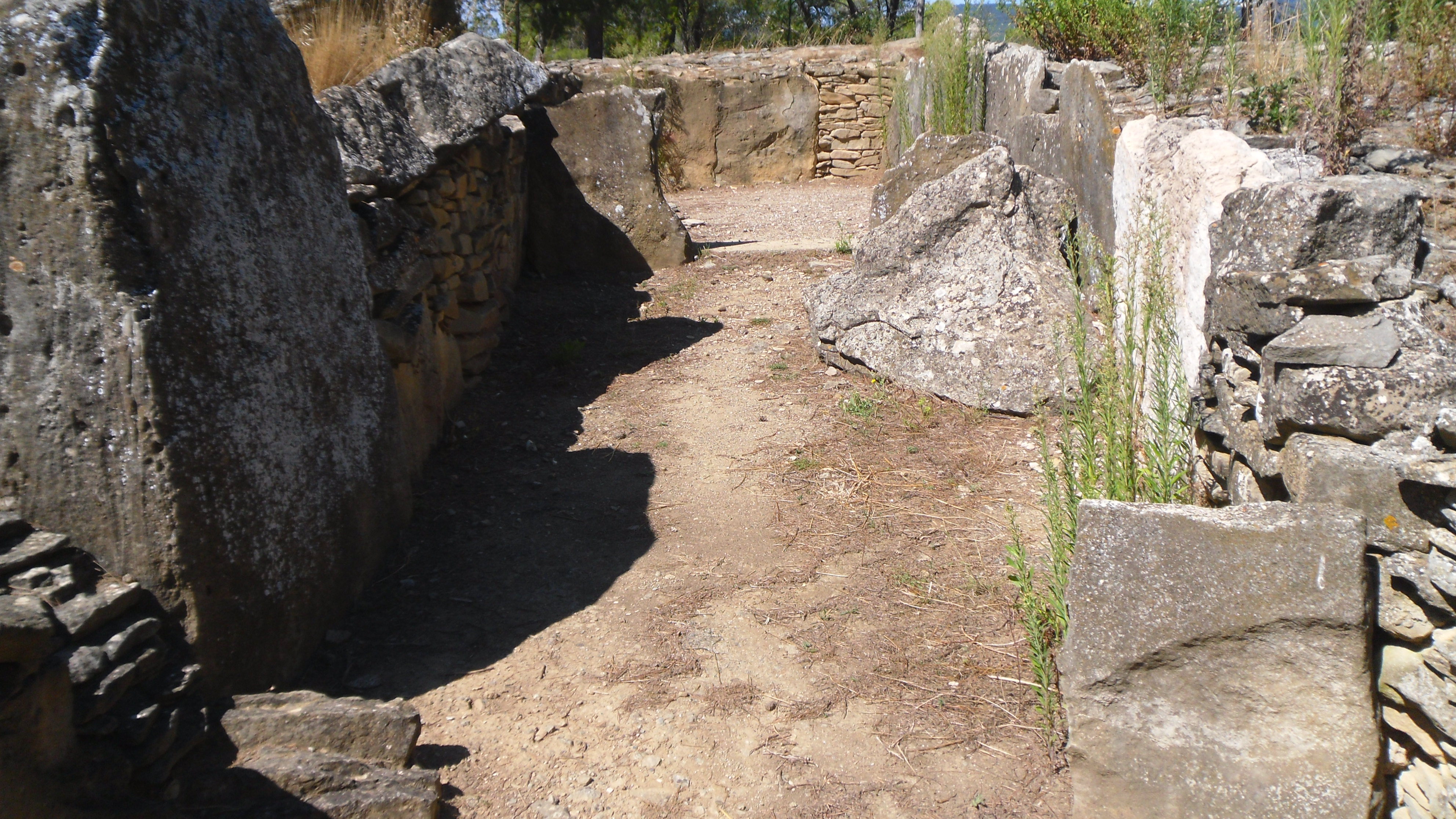
Allée couverte von Saint-Eugène

- Im Minervois gibt es viele Zeugnisse aus der Zeit der Megalithkultur (ca. 3000–4000 v. Chr.), das Galeriegrab der Allée couverte von Saint-Eugène auf der Domaine de Russol gehört zu den größten. Die Decksteine des Ganggrabs sind im Lauf der Jahrtausende abhandengekommen. Das Galeriegrab ist seit 1931 als Monument historique[6] klassifiziert.
- In der Umgebung, v. a. im Westen des Orts, sind noch etwa 30 capitelles oder cabanes erhalten – Hütten aus Trockenmauerwerk, die hauptsächlich zur Unterkunft der Feldwächter vor der Weinlese dienten. Obwohl ihr Ursprung sicher weiter zurückreicht, sind die meisten nur etwa 150 bis 300 Jahre alt. Für Wanderer gibt es ausgeschilderte Wege (sentiers des capitelles).